# Nga Sơn (huyện)
Nga Sơn là một huyện cũ thuộc tỉnh Thanh Hóa, Việt Nam.
Địa danh Nga Sơn gắn liền với sự tích quả dưa hấu của Mai An Tiêm, khởi nghĩa Ba Đình và chiếu cói Nga Sơn.

## Địa lý
Huyện Nga Sơn nằm ở phía đông bắc tỉnh Thanh Hóa, cách thành phố Thanh Hóa khoảng 40 km về phía đông bắc, cách quốc lộ 1 khoảng 14 km về phía đông và cách trung tâm Thủ đô Hà Nội khoảng 120 km về phía nam, có vị trí địa lý:
- Phía đông giáp huyện Kim Sơn, phía bắc giáp huyện Yên Mô, tỉnh Ninh Bình
- Phía tây giáp huyện Hà Trung và thị xã Bỉm Sơn
- Phía nam giáp huyện Hậu Lộc và vịnh Bắc Bộ.

Hơn 80% diện tích của huyện là đồng bằng, địa hình thoải từ tây sang đông. Phía bắc của huyện có dãy núi Tam Điệp, phía nam có con sông Lèn chảy qua.
Huyện có bờ biển dài 20 km và hàng năm lấn ra biển từ 80 đến 100 m do phù sa bồi đắp của sông Hồng và sông Đáy.
Huyện Nga Sơn có diện tích tự nhiên 157,80 km², dân số năm 2022 là 166.202 người, mật độ dân số đạt 1.053 người/km².

## Lịch sử

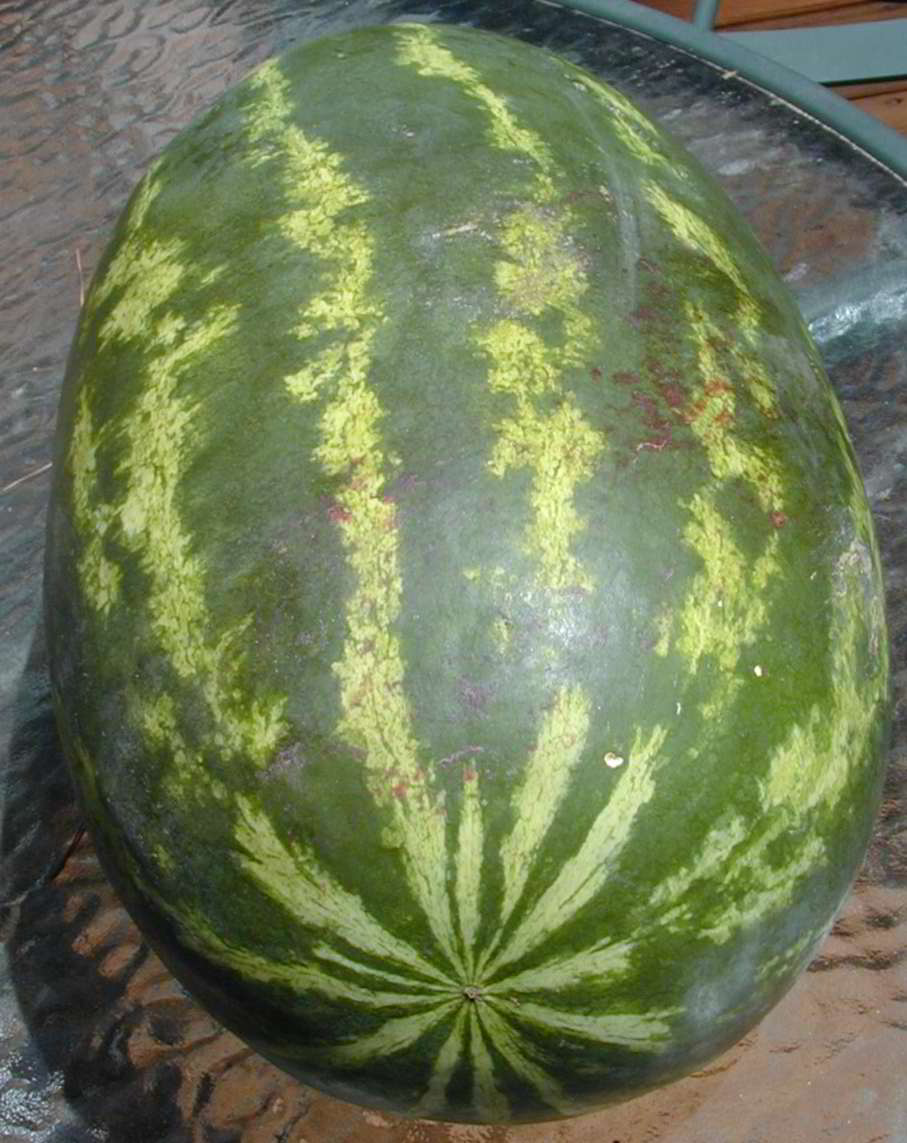
Dưa hấu - được cho là có nguồn gốc từ Nga Sơn theo truyền thuyết về Mai An Tiêm

Thời thuộc Hán, huyện Nga Sơn thuộc vùng đông bắc của huyện Dư Phát. Trong cuộc khởi nghĩa Hai Bà Trưng, Nga Sơn chính là nơi dựng cờ khởi nghĩa của Lê Thị Hoa, người sau đó trở thành nữ tướng của Hai Bà, và được nhân dân lập đền thờ tại đây. Đến thời Tam Quốc, Lưỡng Tấn, Nam Bắc - Triều thuộc huyện Kiến Sơ. Bước sang thời Tùy, Nga Sơn là vùng đất thuộc huyện Long An, đời Đường thuộc huyện Sùng Bình.
Trong các triều Đinh, Lê, Lý, địa giới hành chính được giữ nguyên như thời Đường. Đến thời Trần - Hồ bắt đầu lập huyện Chi Nga thuộc châu Ái. Thời Hậu Lê đổi tên huyện Chi Nga thành huyện Nga Giang thuộc phủ Hà Trung. Bước sang thời Nguyễn, đổi tên thành huyện Nga Sơn.
Sau Cách mạng tháng Tám năm 1945, vẫn giữ nguyên là huyện Nga Sơn.
Ngày 17 tháng 3 năm 1966, thành lập 2 xã Nga Tiến và Nga Tân thuộc vùng kinh tế mới ven biển.
Ngày 5 tháng 7 năm 1977, huyện Nga Sơn sáp nhập với huyện Hà Trung thành huyện Trung Sơn.
Ngày 30 tháng 8 năm 1982, huyện Trung Sơn được chia lại thành hai huyện Hà Trung và Nga Sơn.
Sau khi tái lập, huyện Nga Sơn gồm 26 xã: Ba Đình, Nga An, Nga Bạch, Nga Điền, Nga Giáp, Nga Hải, Nga Hưng, Nga Liên, Nga Lĩnh, Nga Mỹ, Nga Nhân, Nga Phú, Nga Tân, Nga Thạch, Nga Thái, Nga Thắng, Nga Thanh, Nga Thành, Nga Thiện, Nga Thủy, Nga Tiến, Nga Trung, Nga Trường, Nga Văn, Nga Vịnh và Nga Yên.
Ngày 23 tháng 12 năm 1988, thành lập thị trấn Nga Sơn (thị trấn huyện lỵ huyện Nga Sơn) trên cơ sở một phần diện tích và dân số của các xã Nga Mỹ và Nga Yên.
Ngày 16 tháng 10 năm 2019, Ủy ban Thường vụ Quốc hội ban hành Nghị quyết số 786/NQ-UBTVQH14 về việc sắp xếp các đơn vị hành chính cấp xã thuộc tỉnh Thanh Hóa (nghị quyết có hiệu lực từ ngày 1 tháng 12 năm 2019). Theo đó:
- Sáp nhập các xã Nga Mỹ và Nga Hưng vào thị trấn Nga Sơn
- Sáp nhập các xã Nga Lĩnh và Nga Nhân thành xã Nga Phượng.

Ngày 24 tháng 10 năm 2024, Ủy ban Thường vụ Quốc hội thông qua Nghị quyết số 1238/NQ-UBTVQH15 (có hiệu lực từ ngày 1 tháng 1 năm 2025); trong đó có việc thành lập xã Nga Hiệp trên cơ sở sáp nhập 2 xã Nga Bạch và Nga Trung.
Sau khi sắp xếp, huyện Nga Sơn có 1 thị trấn và 22 xã như hiện nay.

## Hành chính
Huyện Nga Sơn có 23 đơn vị hành chính cấp xã trực thuôc, bao gồm thị trấn Nga Sơn (huyện lỵ) và 22 xã: Ba Đình, Nga An,  Nga Điền, Nga Giáp, Nga Hải, Nga Hiệp, Nga Liên, Nga Phú, Nga Phượng, Nga Tân, Nga Thạch, Nga Thái, Nga Thắng, Nga Thanh, Nga Thành, Nga Thiện, Nga Thủy, Nga Tiến, Nga Trường, Nga Văn, Nga Vịnh, Nga Yên.
| Tên          | Diện tích (km²) | Dân số (người) |
| ------------ | --------------- | -------------- |
| Thị trấn (1) |                 |                |
| Nga Sơn      | 7,08            | 14.673         |
| Xã (22)      |                 |                |
| Ba Đình      | 6,67            | 5.563          |
| Nga An       | 9,29            | 8.988          |
| Nga Điền     | 11,04           | 8.544          |
| Nga Giáp     | 6,92            | 6.247          |
| Nga Hải      | 4,33            | 6.416          |
| Nga Hiệp     | 6,25            | 13.625         |
| Nga Liên     | 4,50            | 9.637          |
| Nga Phú      | 7,77            | 7.082          |
| Nga Phượng   | 8,53            | 10.106         |

| Tên        | Diện tích (km²) | Dân số (người) |
| ---------- | --------------- | -------------- |
| Nga Tân    | 15,14           | 7.597          |
| Nga Thạch  | 5,92            | 5.825          |
| Nga Thái   | 7,58            | 7.704          |
| Nga Thắng  | 6,90            | 4.445          |
| Nga Thanh  | 3,47            | 6.283          |
| Nga Thành  | 3,53            | 4.462          |
| Nga Thiện  | 11,02           | 5.400          |
| Nga Thủy   | 6,48            | 6.328          |
| Nga Tiến   | 5,82            | 5.957          |
| Nga Trường | 4,76            | 4.846          |
| Nga Văn    | 6,17            | 5.985          |
| Nga Vịnh   | 4,77            | 4.790          |
| Nga Yên    | 3,86            | 5.699          |

## Kinh tế
Cơ cấu kinh tế:
- Nông nghiệp: 38.7%
- Tiểu thủ công nghiệp - xây dựng cơ bản 27.3%
- Dịch vụ - thương mại 34%

Tốc độ tăng trưởng kinh tế: 9,7%/năm, GDP là 32 triệu đồng/người/năm. Nông nghiệp vẫn là nguồn thu chính của người dân huyện Nga Sơn. Tiểu thủ - Công nghiệp những năm gần đây có nhiều công ty mới như: công ty may MS Vina, công ty may Winners Vina, công ty sản xuất đồ chơi trẻ em Kam Fung... và nhiều công ty xây dưng khác đã và đang đầu tư nhiều hạng mục công trình quan trọng như Chợ huyện, Nhà truyền thống, Trung tâm văn hóa, kè sông Hưng Long..

## Chiếu cói Nga Sơn
Một sản phẩm nổi tiếng của Thanh Hoá là chiếu cói Nga Sơn. Chiếc chiếu nổi tiếng này đã đi vào ca dao của người Việt Nam:
Chiếu Nga Sơn, gạch Bát Tràng
Vải tơ Nam Định, lụa hàng Hà Đông
Nga Sơn là vùng đất nằm sát biển, cách thành phố Thanh Hoá 40 km về hướng đông bắc. Với 8 xã nằm dọc bờ biển là một vùng triều màu mỡ, ngoài trồng sú vẹt, mảnh đất này chỉ trồng được một loại cây duy nhất là cói, dùng để dệt nên chiếu Nga Sơn.
8 xã vùng cói huyện Nga Sơn bao gồm Nga Điền, Nga Phú, Nga Thái, Nga Tân, Nga Tiến, Nga Liên, Nga Thanh, Nga Thủy, với tổng diện tích trồng cói là hơn 2.769 ha, trong đó diện tích vụ chiêm 1.570 ha, vụ mùa trên 1.200 ha.
Theo lời các vị cao niên kể lại thì ngày xưa, chiếu cói Nga Sơn cùng chiếu cói của Kim Sơn (Ninh Bình) là một trong những vật cống tiến triều đình, được các bậc vua chúa, quý tộc ưa dùng. Cói Nga Sơn nổi tiếng là sợi nhỏ, dai, óng mượt. Điều đặc biệt ít có nơi nào có thể trồng được loại cói dài như ở vùng này, loại cói chuyên dùng để dệt nên những tấm chiếu vừa đẹp lại vừa bền.
Tuy hiện nay trên thị trường có rất nhiều sản phẩm cùng loại bằng chất liệu nhựa, mây, gỗ, tre song nhờ chú trọng việc nâng cao chất lượng sản phẩm, nhạy bén với thị trường, đặc biệt là sự ưu việt về giá cả, chủng loại và công dụng mà mặt hàng cói đã chiếm lĩnh được thị trường, kim ngạch xuất khẩu chiếm tỷ trọng đáng kể. Đến nay, toàn huyện đã có 3 công ty và 10 xí nghiệp, hợp tác xã chuyên sản xuất kinh doanh mặt hàng chiếu cói và các sản phẩm từ cói (chưa kể các công ty nội, ngoại thương cấp tỉnh) toàn huyện có 35% số hộ chuyên sản xuất hàng cói, mỗi năm cung cấp cho thị trường hơn 2 triệu lá chiếu.
Những năm gần đây, do ảnh hưởng của biến đổi khí hậu, hạn hán diễn ra nhiều nơi, huyện Nga Sơn cũng bị ảnh hưởng nghiêm trọng. Đặc biệt, trong nửa đầu năm 2010, đồng cói ở Nga Sơn đã bị khô hạn, sâu, bệnh như đục thân, rầy nâu xuất hiện trên hầu hết diện tích cói đang trồng, khiến nhiều đồng cói chuyên canh ở các xã Nga Tân, Nga Tiến, Nga Thủy rơi vào tình trạng dần bị sa mạc hóa. Với những tác động bất lợi từ thiên nhiên, những năm qua năng suất và sản lượng cói của Nga Sơn đã giảm sút tương đối lớn. Chẳng hạn, ở xã Nga Tân, nếu như năm 2002, sản lượng cói đạt 2.995 tấn; thì đến năm 2009 sản lượng cói chỉ còn khoảng 1.821 tấn.

## Di tích và danh thắng

### Động Từ Thức
Còn gọi là động Bích Đào thuộc xã Nga Thiện, Nga Sơn - Thanh Hóa. Đây là một cảnh đẹp gắn liền với truyền thuyết Từ Thức gặp Tiên. Các nhũ đá trong động dưới ánh sáng của những ngọn đèn trở nên sống động như câu chuyện về Từ Thức và Giáng Hương trong hội hoa.
Cảnh đẹp nơi đây từ xưa đã là nơi dừng chân của rất nhiều tao nhân mặc khách. Động Từ Thức đã được Bộ Văn hóa - Thông tin (trước kia) xếp hạng là thắng cảnh độc đáo cấp quốc gia.

### Đền thờ Mai An Tiêm

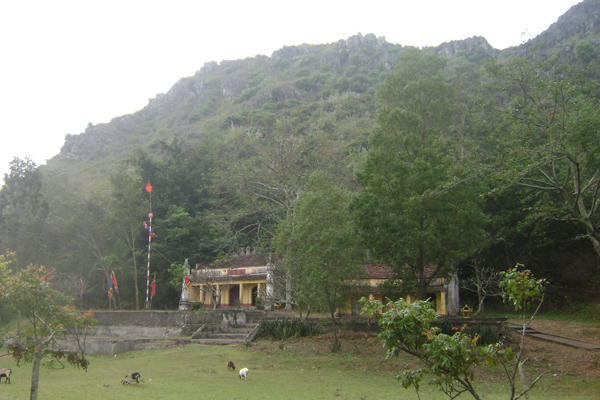
Đền thờ Mai An Tiêm dưới chân núi Mai An Tiêm ở xã Nga Phú, Nga Sơn

Thuộc xã Nga Phú huyện Nga Sơn, cách huyện lỵ Nga Sơn 5 km về phía đông bắc. Ngôi đền này chứa một huyền thoại được lưu truyền từ bao đời nay. Mai An Tiêm là người có công khai phá xây dựng đất Nga Sơn từ buổi bình minh của đất nước, dưa hấu Mai An Tiêm là sản vật rất nổi tiếng ở Nga Sơn.
Hàng năm lễ hội Mai An Tiêm diễn ra trong khoảng 12-15 tháng 3 âm lịch.

### Di tích lịch sử Chiến khu Ba Đình
Chiến khu Ba Đình thuộc xã Ba Đình, cách trung tâm huyện Nga Sơn 3 km về phía tây bắc. Đây là di tích lịch sử đã được xếp hạng cấp quốc gia. Tại đây nghĩa quân Cần Vương và nhân dân 3 làng Mậu, Thượng và Mỹ Khê (dưới sự chỉ huy của Đinh Công Tráng) đã đánh bại nhiều đợt tấn công của Pháp.
Địa danh Ba Đình này đã được đặt thành tên gọi của quảng trường Ba Đình và quận Ba Đình tại Hà Nội.

### Cửa Thần Phù
Khi vua nhà Trần dẹp giặc phương Nam, đến đây sóng to gió lớn không tiến lên được, nhờ có một đạo sĩ La Viện người địa phương dẫn đường nên mới thoát hiểm. Khi thắng giặc trở về thì La Viện đã mất nên vua cho lập miếu thờ và phong là Áp Lãng Chân Nhân Tôn Thần.
Đây là thắng cảnh hùng vĩ với động Lục Vân, nơi chúa Trịnh Sâm đã đến viếng thăm và lưu lại 4 bài thơ trên vách đá (năm 1771), và động Bạch ác, một động đẹp có chùa ở trong và xưa kia nhiều vua, chúa đã tới tham quan và để lại nhiều bài thơ khắc trên vách đá.

### Đền thờ Lê Thị Hoa
Lê Thị Hoa là một nữ tướng của Hai Bà Trưng, khởi nghĩa tại vùng Nga Sơn giúp Hai Bà Trưng đánh giặc Đông Hán. Sau khi đánh đuổi được Tô Định, quân xâm lược bị quét sạch ra khỏi bờ cõi, Hai Bà Trưng xưng vương và thành lập hệ thống chính quyền độc lập, bà Lê Thị Hoa đã từ chối làm quan chỉ xin được trở lại Nga Sơn để tiếp tục tổ chức dân khai hoang, lập làng, lấn biển. Năm 43, Mã Viện đem đại binh sang đàn áp, bà đã mau chóng tập hợp lực lượng để chiến đấu chống quân thù một cách quyết liệt nhưng sau  đó thất bại, bà đã anh dũng hy sinh ngay trên đất Nga Sơn mà bà đã giàu công khai khẩn.
Tấm lòng trung trinh với dân với nước và sự hy sinh anh dũng của bà Lê Thị Hoa, ngay từ thuở ấy, nhân dân Nga Sơn đã lập đền thờ bà ở xã Nga Thiện (Nga Sơn) vẫn còn đến ngày nay. Đền thờ bà có đôi câu đối bất hủ:
Thệ báo Tô cừu, thanh Bắc khấu
Nghĩa phù Trưng chủ, phục Nam bang.
Nghĩa là:
Thề trả mối thù với Tô Định, trừ khử giặc Bắc. Giữ nghĩa phò Trưng Vương, khôi phục nước Nam.

### Chùa Vân Hoàn
Chùa Vân Hoàn ngày nay, xưa kia có tên là Sùng Nghiêm Linh Tự rồi đổi tên thành chùa Vân Lỗi, là ngôi chùa lớn đầu tiên của huyện Nga Sơn được chép trong sử sách. Theo hoa văn trên các bia đá quanh Chùa, thì Chùa được dựng vào thời Nhà Lý (khoảng thế kỷ 12-14). Các Tăng ni đã chọn vị trí rất đẹp để xây dựng ngôi chùa này. Chùa có 11 văn Bia khắc vào vách đá. Trong một văn bia Phạm Ni Hạnh, một nhà thơ lớn thời bấy giò miêu tả: " Đông có xóm làng, cửa nhà đông đúc, có thể làm nơi chung đỉnh của hào gia"
"Nam gần sông lớn chảy tới biển khơi, có thể làm chốn mênh mông cho thế giới". Tuy có sông kinh len lỏi hương địa ly, núi Ma Ni có thể làm chốn quen cho các vùng quận huyện. Bắc kề đường lớn ăn thông tới thần đầu hải khẩu, có thể làm nơi nghỉ tốt cho kẻ lạ người quen. Trong Bài minh của Phạm Ni Hạnh viết ở Chùa Vân Lỗi ta có thể thấy mục đích của việc mở chùa ở đây là cầu cho kẻ sống, người chết, lên được cõi phúc, để cứu vớt chúng sinh ra khởi biển mê Cái không khí đạo Phật ở đây cũng được ông miêu tả rõ:
Thần non hộ vệ
Thí chủ cúng dàng
Sớm chiều không ngớt
Tấp nập giàu sang
Tại ngôi chùa cổ kính này, trong kháng chiến chông Pháp, nhân dân làng Vân Hoàn đã nuôi dấu mẹ Trần Xuân Soạn để ông an tâm cùng nghĩa quân Ba Đình chống giặc. Tháng 5 năm 1950 tại Chùa Vân Lỗi đã diễn ra Đại hội đại biểu Đảng bộ huyện Nga Sơn lần thứ 3, với nghị quyết lịch sử: Rào làng chống càn thắng lợi. Tại ngôi chùa này cũng là nơi diễn ra Đại hội thành lập Đảng bộ huyện Kim Sơn của tỉnh Ninh Bình.

## Danh nhân
Một số nhân vật nổi tiếng quê huyện Nga Sơn:
- Nguyễn Tiến Hưng quê xã Nga Điền, Giáo sư trường Đại học Harvard, nguyên chuyên gia của Quỹ tiền tệ Quốc tế (IMF) và Ngân hàng thế giới (WB).
- Mai Anh Tuấn quê Thạch Giản, Nga Thạch đỗ đình Thám hoa năm 1843 (năm đó không có giải Trạng nguyên nên mặc dù ông chỉ là Thám hoa nhưng vẫn là đỗ đầu). Hiện nay, tên của ông được đặt một mái trường của Nga Sơn: Trường Trung hoc phổ thông Mai Anh Tuấn (trước kia là trường Trung hoc phổ thông Nga Sơn II).
- Nhà thơ Hữu Loan quê Vân Hoàn, xã Nga Phượng người sáng tác ra bài thơ Màu tím hoa sim
- Mai Văn Ninh quê thị trấn Nga Sơn, nguyên là Bí thư tỉnh ủy Thanh Hóa, Ủy viên Trung ương Đảng. Cuộc đời ông là tấm gương về sự vươn lên trong cuộc sống: Ông phấn đấu từ cán bộ cấp thôn, xã.
- Mai Văn Dâu: quê xã Nga Mỹ, nguyên Thứ trưởng Bộ Thương mại (đã bị cách chức)
- Trương Giang Long (sinh 1955) là một Thiếu tướng, Giáo sư, Tiến sĩ, nhà giáo Ưu tú, nguyên Ủy viên Thường vụ Đảng ủy, nguyên Phó Tổng cục trưởng Tổng cục Chính trị Công an Nhân dân kiêm Giám đốc Học viện Chính trị Công an Nhân dân Việt Nam.
- Trần Kim Tuyến: xóm 4 Nga Điền (1925-1995) nguyên là Giám đốc Sở Nghiên cứu Chính trị và xã hội Phủ tổng thống, thực chất là người chỉ huy hệ thống an ninh mật vụ của nền Đệ nhất cộng hòa Việt Nam trong suốt giai đoạn 1956–1963.

- Trung tướng AHLLVT Nguyễn Đức Soát- Phi công tiêm kích, xã Nga Thiện, Nga Sơn, Thanh Hóa.
- Lê Quang Thưởng - Phó trưởng ban Thường trực Ban Tổ chức TWĐCSVN 1996-2001, xã Nga Trường, Nga Sơn, Thanh Hóa.
- Ông Vũ Thế Giao - nguyên Phó Bí thư Thường trực Tỉnh ủy Thanh Hóa, quê xã Nga Thiện.
- Ông Mai Ngọc Trinh -  sinh năm 1940, nguyên Phó Chánh án Thường trực Tòa án Nhân dân Tối cao, nguyên Trợ lý Chủ tịch nước, quê xã Nga Trung.
- Ông Lại Thế Nguyên - Phó Bí thư Thường trực Tỉnh ủy Thanh Hóa, Chủ tịch Hội đồng Nhân dân tỉnh Thanh Hóa (nhiệm kỳ 2020-2025).
- Mai Sỹ Diến (sinh ngày 20 tháng 7 năm 1963), đại biểu quốc hội Việt Nam khóa XIV nhiệm kì 2016-2021, thuộc đoàn đại biểu quốc hội tỉnh Thanh Hóa, Tỉnh ủy viên, Phó Trưởng Đoàn chuyên trách Đoàn đại biểu Quốc hội tỉnh Thanh Hóa, Ủy viên Ủy ban Khoa học, Công nghệ và Môi trường của Quốc hội

- Nguyễn Bá Hoan, sinh năm 1967, quê quán xã Nga Thủy, huyện Nga Sơn, thứ trưởng Bộ LĐTB&XH.
- PGS-TS-KTS Nguyễn Đình Thi, sinh năm 1970, xã Nga Hải, Bí thư đảng ủy/Chủ tịch hội đồng trường, trường Đại học Xây dựng Hà Nội
- TS.Mai Hoàng Anh, sinh năm 1978, quê quán Thị trấn Nga Sơn, Chánh văn phòng Đại học Quốc gia HN, nguyên Phó Chánh Văn phòng UBND tỉnh Cà Mau.